# Aeropuerto de Aguadulce
El aeropuerto de Aguadulce es un aeródromo público panameño que sirve a la ciudad de Aguadulce en la provincia de Coclé. El aeródromo está ubicado en el lado occidental de la ciudad a un kilómetro al norte de la Carretera Panamericana.

## Información técnica
El aeropuerto de Aguadulce tiene una pista de aterrizaje (03/21) de tierra que mide 1.280 metros en longitud. Una estrecha calle de tierra atraviesa el centro de la pista de aterrizaje.
La baliza no direccional de Alonso Valderrama (Ident: CHE) está localizada a 34,4 kilómetros al sur-sureste del aeropuerto. El VOR-DME de Santiago (Ident: STG) está localizado a 45 kilómetros al oeste-suroeste del aeropuerto.